# Discshop.se
Discshop Svenska Näthandel AB var en webbhandel som bland annat sålde filmer, musik, datorspel, TV-spel, merchandise, godis och snacks. Discshop hyrde även ut film via video on demand under en tid. Discshop grundades 1999 av Erik Lindgren och Peder Lanefelt, som är son till den före detta TV-profilen Susanne Lanefelt. Företaget ägdes sedan hösten 2004 av Bonnier AB med Adlibris Aktiebolag som moderbolag. 21 oktober 2021 meddelade Discshop att man omedelbart upphörde med sin verksamhet. Varulager samt domäner såldes till den gamla konkurrenten CDON.